# Hughie Ferguson
Hugh « Hughie » Ferguson est un footballeur professionnel écossais, né le 2 mars 1898 à Glasgow et mort le 9 janvier 1930 à Dundee. Il est un des sept joueurs à avoir marqué plus de 350 buts en championnat d’Écosse de football,. Malgré cela il n’a jamais été sélectionné en équipe nationale. Son but vainqueur en finale de la Coupe d'Angleterre pour Cardiff City contre Arsenal FC reste dans les mémoires, non pour celui qui a marqué, mais comme une bourde faite par Dan Lewis (en), le gardien de but d’Arsenal.

## Sa carrière
Hughie Ferguson a rejoint le club de John Hunter, Motherwell FC pour le début de la saison Championnat d'Écosse de football 1916-1917. Il marque dès le début du championnat (les deux buts du match nul 2-2 contre Raith Rovers). Il devient très vite un buteur très prolifique dans son stade de Fir Park et devient le meilleur buteur du Championnat d'Écosse en trois occasions : 1917-1918, 1919-1920 et 1920-1921. Ses 43 buts marqués en 1921 prennent la deuxième place dans les totaux par saisons des championnats d’Écosse et d’Angleterre confondus avant le changement des règles du hors-jeu en 1925.

### Motherwell
Avec Motherwell, il atteint les demi-finales de la Coupe d’Écosse en 1923 (perdant 2-0 contre le Celtic FC) et monte sur la troisième place du podium du Championnat d'Écosse de football 1919-1920. Malgré ces performances, il ne sera jamais sélectionné en équipe nationale, toujours devancé par Andrew Cunningham des Rangers FC puis par Andrew Nesbit Wilson de Dumfermline Athletic puis Middlesbrough FC.

### Cardiff City
En 1925, rejoint le club gallois de Cardiff City qui vient de parvenir en finale de la Coupe d’Angleterre. Il est recruté afin d’assurer la place du club en première division anglaise. Il y parvient sans trop de difficultés les premières années avec l’aide d’internationaux écossais comme Jimmy Blair et Jimmy Nelson.
Le plus grand moment d’Hughie Ferguson lors de son passage à Cardiff est sans conteste la finale de la Coupe d’Angleterre de 1927 contre Arsenal FC. À la 74e minute, réceptionnant un centre de la droite, Ferguson tire en direction du gardien de but adverse, Dan Lewis. Celui-ci semble attraper le ballon, mais sous la pression de Len Davies, il laisse échapper le ballon entre ses mains et dans un geste désespéré marque contre son camp avec son épaule. C’est le but de la victoire pour Cardiff.
Ferguson reste aussi dans les annales de Cardiff pour avoir marqué 5 buts dans un même match de championnat contre Burnley FC le 1er septembre 1928.

### Dundee
Ferguson retourne en Écosse en 1929 et signe au club de Dundee FC. Ses débuts sont laborieux. Il se met à déprimer. La foule des spectateurs ne reconnait pas celui qu’ils attendaient comme un buteur efficace. Il marque deux buts et est écarté de l’équipe sur blessure et en manque de forme.
Ferguson sombre dans la dépression et le 9 janvier 1930 se suicide par asphyxie au gaz. Il avait 31 ans, et était marié avec deux enfants.

## Statistiques
| Saison                | Club                  | Championnat                    | Championnat | Championnat | Coupe(s) nationale(s) | Coupe(s) nationale(s) | Autres compétitions | Autres compétitions | Autres compétitions | Total | Total |
| Saison                | Club                  | Division                       | M.          | B.          | M.                    | B.                    | Comp.               | M.                  | B.                  | M.    | B.    |
| 1916-1917             | Motherwell            | Scottish Division One          | 29          | 25          | -                     | -                     | -                   | -                   | -                   | 29    | 25    |
| 1917-1918             | Motherwell            | Scottish Division One          | 31          | 34          | -                     | -                     | -                   | -                   | -                   | 31    | 34    |
| 1918-1919             | Motherwell            | Scottish Division One          | 26          | 19          | -                     | -                     | -                   | -                   | -                   | 26    | 19    |
| 1919-1920             | Motherwell            | Scottish Division One          | 35          | 33          | 1                     | 1                     | -                   | -                   | -                   | 36    | 34    |
| 1920-1921             | Motherwell            | Scottish Division One          | 36          | 42          | 6                     | 6                     | -                   | -                   | -                   | 42    | 48    |
| 1921-1922             | Motherwell            | Scottish Division One          | 33          | 35          | 4                     | 3                     | -                   | -                   | -                   | 37    | 38    |
| 1922-1923             | Motherwell            | Scottish Division One          | 29          | 29          | 5                     | 7                     | -                   | -                   | -                   | 34    | 36    |
| 1923-1924             | Motherwell            | Scottish Division One          | 33          | 27          | 3                     | 4                     | -                   | -                   | -                   | 36    | 31    |
| 1924-1925             | Motherwell            | Scottish Division One          | 37          | 28          | 4                     | 6                     | -                   | -                   | -                   | 41    | 34    |
| 1925-1926             | Motherwell            | Scottish Division One          | 12          | 12          | -                     | -                     | -                   | -                   | -                   | 12    | 12    |
| Sous-total            | Sous-total            | Sous-total                     | 301         | 284         | 23                    | 27                    | -                   | -                   | -                   | 324   | 311   |
| 1925-1926             | Cardiff City          | Football League First Division | 26          | 19          | 3                     | 2                     | -                   | -                   | -                   | 29    | 21    |
| 1926-1927             | Cardiff City          | Football League First Division | 39          | 26          | 7                     | 6                     | -                   | 1                   | 0                   | 47    | 32    |
| 1927-1928             | Cardiff City          | Football League First Division | 32          | 18          | 3                     | 2                     | -                   | 5                   | 5                   | 40    | 25    |
| 1928-1929             | Cardiff City          | Football League First Division | 20          | 14          | -                     | -                     | -                   | 3                   | 1                   | 23    | 15    |
| Sous-total            | Sous-total            | Sous-total                     | 117         | 77          | 13                    | 10                    | -                   | 9                   | 6                   | 139   | 93    |
| 1929-1930             | Dundee                | Scottish Division One          | 17          | 2           | -                     | -                     | -                   | -                   | -                   | 17    | 2     |
| Total sur la carrière | Total sur la carrière | Total sur la carrière          | 435         | 363         | 36                    | 37                    | -                   | 9                   | 6                   | 480   | 406   |

## Palmarès
Motherwell
- Meilleur buteur du Championnat d'Écosse de football (3) :
  - 1918 : 35 buts, 1920 : 33 buts & 1921 : 43 buts.

Cardiff City
- Vainqueur de la FA Cup (1) :
  - 1927.
- Vainqueur du Community Shield en 1927
- Vainqueur de la Coupe du Pays-de-Galles en 1928